# Małżeństwo w judaizmie
Małżeństwo w judaizmie – normy kulturowe i prawne dotyczące małżeństw w religii judaistycznej od czasów biblijnych do dziś.

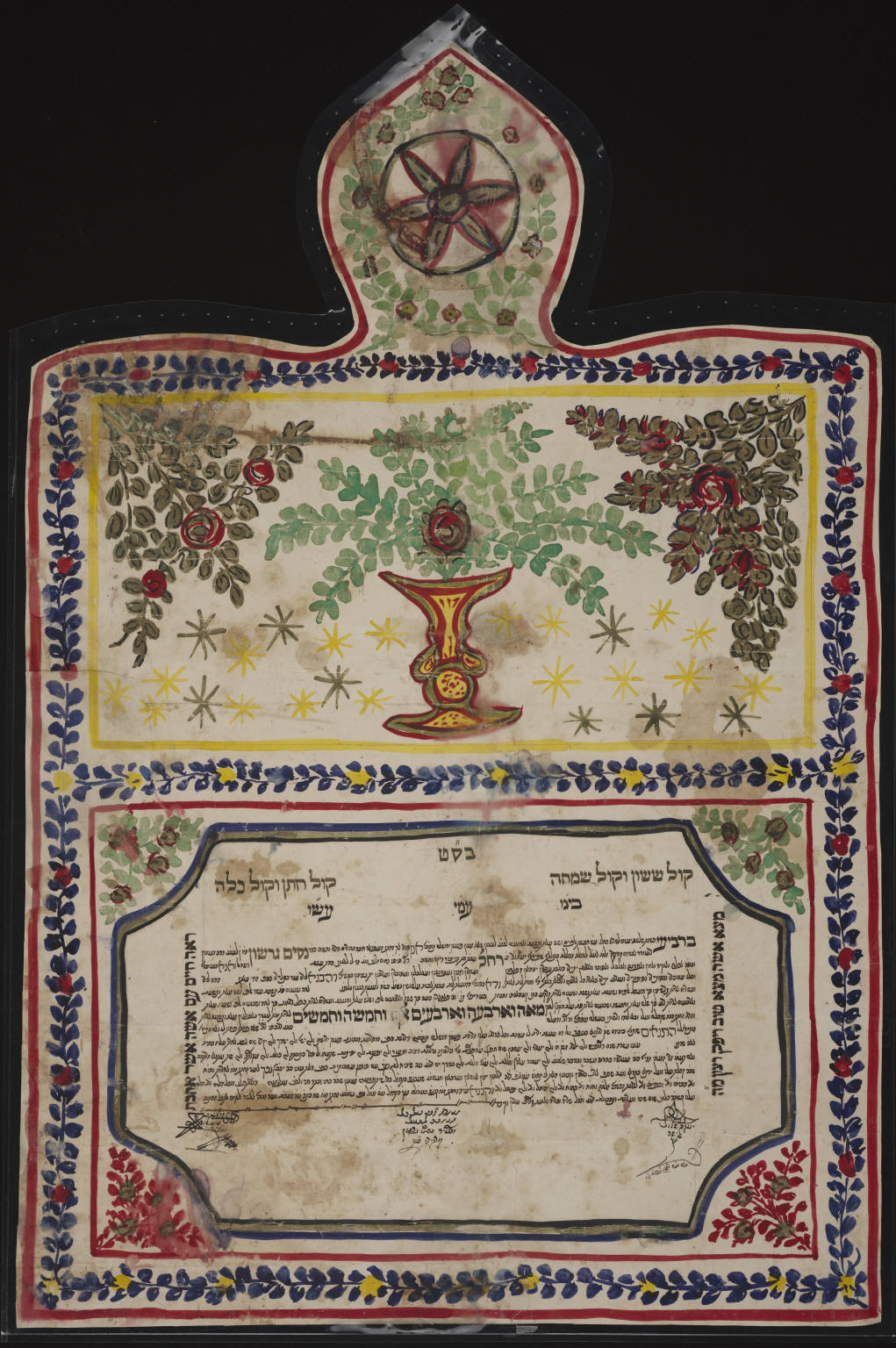
Tradycyjnie sporządzona ketuba, żydowski kontrakt ślubny (Biblioteka Rzadkich Ksiąg i Rękopisów im. Beinecke’ów, Uniwersytet Yale). W starożytnym Izraelu często dodawano klauzulę, że małżeństwo pozostanie monogamiczne.

## Monogamia i wielożeństwo w judaizmie
Ideałem żydowskim jest małżeństwo monogamiczne, chociaż Biblia hebrajska i Talmud nie wykluczają poligamii. W starożytności status mężczyzny i kobiety w małżeństwie był zbliżony do ustalonego w Kodeksie Hammurabiego. Rodzina miała wyraźny charakter patriarchalny.
W późnej epoce brązu i w epoce żelaza na terenie Syropalestyny monogamia była dominującą, ale nie jedyną formą małżeństwa (przestrzegana mniej rygorystycznie niż np. w Mezopotamii), co potwierdzają teksty z Ugarit i opowiadania biblijne:
- przypowieść o stworzeniu człowieka przedstawia pierwszą parę jako małżeństwo monogamiczne (Rdz 2,21-24). Linia Seta, trzeciego syna Adama i Ewy, kontynuuje monogamię, np. Noe (Rdz 7,7). Dopiero w linii Kaina, ukazanej jako naganna, dochodzi do odstępstwa od monogamii, kiedy to Lamech bierze sobie dwie żony (Rdz 4,19)
- w epoce patriarchów Abraham ma początkowo tylko jedną żonę i dopiero z powodu jej bezpłodności poślubia niewolnicę Hagar. Oprócz nich ma konkubinę Keturę (Rdz 25,1). W przypadku innych patriarchów sprawa ma się różnie – Nahor (Rdz 22, 20-24) i Elifaz (Rdz 36, 11n) mają po jednej żonie i konkubinie, ale Jakub poślubia dwie siostry – Leę i Rachelę (Rdz 29,15-30; 30,1-9). Ezaw natomiast ma trzy żony (Rdz 26, 34; 28,9; 36,1-5)
- w epoce sędziów Gedeon ma wiele żon (Sdz 8,30n), a poligamia jest legalna (Pwt 21, 15-17) choć prawdopodobnie niezbyt częsta
- w epoce królewskiej królowie nierzadko posiadają duże haremy. Dopiero znacznie później Talmud ogranicza liczbę żon do czterech dla zwykłych poddanych i do osiemnastu dla króla. Jednak Księgi Samuela i Królewskie opowiadające o całym okresie monarchii, odnotowują tylko jeden przypadek bigamii wśród zwykłych ludzi – u ojca Samuela z epoki sędziów. Podobnie Księga Mądrości nie mówi o poligamii, a ustępy traktujące o kobietach i ognisku domowym można rozumieć w kontekście rodziny monogamicznej (Prz 5,15-1; Koh 9,9; Syr 26, 1-4, Prz 31, 10-31 oraz Księga Tobiasza). Także Księgi Proroków ukazują małżeństwo jako symbol przymierza Boga z Izraelem[4].

Według Starego Testamentu Abraham za namową żony pojął konkubinę z zamiarem spłodzenia potomka. Była ona jednak tzw. żoną drugorzędna, a jej pozycję i prawa regulował stosowany wówczas powszechnie kodeks Hammurabiego.
Król Salomon miał jakoby 700 żon i 300 konkubin (1 Księga Królewska 11:3), liczby te należy jednak traktować jako symboliczne przedstawienie mnogości, a także element wizerunku idealnego monarchy (który powinien być bardzo jurny).
Wzorując się na królu Dawidzie, który miał cztery żony (i liczne nałożnice), Talmud zaleca posiadanie do czterech żon. Księga Kapłańska (18:18) zakazuje poślubiania sióstr, a Księga Powtórzonego Prawa (22:7) reguluje podział spadku między synami z różnych żon.
W historii starożytnego Izraela na długo przed narodzeniem Jezusa istniał etos monogamiczny, którego podłoże stanowiła przypowieści o stworzeniu pierwszych ludzi (Rdz 1:26-31, 2:4-25). Wyraźny jest on także w ostatnim rozdziale Księgi Przysłów. Normą wśród Izraelitów były małżeństwa monogamiczne i jedynie królowie posiadali haremy (np. król Salomon). W Elefantynie odnaleziono kontrakty ślubne, zawierające zastrzeżenie o monogamiczności małżeństwa. Podobne klauzule umieszczano w aktach ślubnych w Assyrii i Babilonii. Literatura mądrościowa (Księga Mądrości, Mądrość Syracha, Księga Koheleta i in.) opisuje monogamiczny model małżeństwa. Także Miszna i baraitot (Naszim-Jewamot 2:10 etc.) odzwierciedlają ten model. Niektórzy rabini potępiali bigamię, nawet jeśli jej przyczyną była kwestia spłodzenia potomstwa (Ketuwot 62b).
W Europie żydzi praktykowali wielożeństwo do XVII wieku, a na Bliskim Wschodzie aż po wiek XX, to znaczy do osiedlenia się w Izraelu, gdzie wielożeństwo jest zabronione przez prawo cywilne.
W przypadku śmierci głowy rodziny starsze prawo hebrajskie nakładało na jego młodszego brata obowiązek poślubienia wdowy, co miało służyć zachowaniu ciągłości rodu i stosowane było zwłaszcza gdy zmarły nie pozostawił po sobie męskiego potomka. Małżeństwo takie zwało się lewiratem (z łaciny levir – brat męża), a dzieci w nim urodzone uważane były za potomstwo i spadkobierców zmarłego. Był to jedyny wyjątek w zakazie stosunków kazirodczych w prawie mojżeszowym. Początkowo nakaz lewiratu dotyczył jedynie brata mieszkającego wspólnie, potem rozciągnięto go na braci mieszkających osobno. Przymus lewiratu nie zawsze był jednak dopełniany i niekiedy wdowa musiała doprowadzać szwagra przed radę starszych. Jeśli publicznie odmówił on małżeństwa, kobieta winna była zdjąć mu sandał i napluć w twarz (hebr. chalitza). Ponieważ z czasem wdowy coraz częściej same chciały uniknąć lewiratu, zaostrzono okoliczności tego rytuału, nakładając wymogi dotyczące długości rzemieni, ilości węzłów i pozwalając na ich rozwiązanie jedynie przy pomocy kciuka i palca wskazującego. Zwyczaj ten utrzymał się bardzo długo wśród ortodoksyjnych żydów.

## Rys historyczny
W starożytnym Izraelu dziewczęta winny były zachować dziewictwo do ślubu i nazywane były po hebrajsku betula lub alma (por. Iz 7,14). Dorastające córki rzadko opuszczały dom rodzinny, a wychodząc zakładały – jak wszystkie kobiety – sięgającą do kostek tunikę z długimi rękawami oraz nakrycie głowy z woalką tak gęstą, że nie można było rozpoznać rysów twarzy. Tak ubrana była np. Zuzanna, gdy stawiła się przed sądem oskarżona przez dwóch starców o zdradę męża (por. Dn 13,32). Zwyczaj zasłaniania twarzy przez kobiety, przyjęty także w trakcie zaślubin, umożliwił Labanowi zamianę córek – zamiast obiecanej Racheli przyprowadził on Jakubowi Leę, o czym ten przekonał się dopiero rano po nocy poślubnej (Rdz 29,23-25). Strój kobiety zależał też od pozycji społecznej, a na wsi ze względu na pracę w polu był mniej rygorystyczny.
Córki znajdowały się pod ścisłą władzą i opieką ojcowską (lub, w razie niemożności, jego przedstawiciela). Do dwunastu lat i jednego dnia uchodziły za nieletnie (hebr. qetannah), a między dwunastym a dwunastym i pół rokiem życia (jako na'ǎrah) – wchodziły w wiek, kiedy ojciec aranżował ich zamążpójście, co było jego wyłącznym prawem. Małżeństwo zawarte bez zgody ojca było nieważne. Po przekroczeniu dwunastego i pół roku życia dziewczyna nazywana była bôgèrèt i mogła współdecydować o swoim małżeństwie (Miszna-Ketubot IV, 4 oraz 40a-b).
Pierwszym stopniem małżeństwa był akt zaręczyn (hebr. aras). Towarzyszył mu podarunek (mohar) dla rodziców, którego część, albo przynajmniej jakieś prezenty, otrzymywała sama wybrana (por. Rdz 24,53; 31,15; 34,12). Mógł on być złożony w formie pracy w polu lub służby wojennej (por. Rdz 29; 1 Sm 18,25). Mohar jest czasem przez niektórych autorów błędnie interpretowany jako zapłata. Od dnia zaręczyn do panny młodej odnosiły się te same zasady jak wobec żony (Pwt 22,23-24).

## Pożycie płciowe
W judaizmie potrzeby seksualne winny być zorientowane wyłącznie na małżeństwo i służyć prokreacji i stabilizacji rodziny. Dlatego odrzuca się konkurencyjne formy przed- i pozamałżeńskiej aktywności seksualnej (w tym autoerotycznej i homoseksualnej). W czasach starotestamentowych dozwolony był natomiast konkubinat z nałożnicami. Mężczyzna mógł mieć żonę, nałożnicę oraz pozbawioną praw niewolnicę (niekiedy żony same wyszukiwały nałożnice dla męża), ale prawo mojżeszowe wspierało monogamię.
Cudzołóstwo było zabronione i w przypadku kobiet surowo karane, nawet ukamieniowaniem – zarówno kobiecie, jak i jej kochankowi groziła śmierć (Pwt 22, 13-29). Księga Liczb mówi o żonie rozpustnej, zdradzającej męża cieleśnie za plecami męża, że dopuściła się nieczystości w ukryciu. Gdy mąż posądzał żonę, kapłani dawali jej do wypicia wodę gorzką, która w przypadku prawdziwej winy miała ściągnąć przekleństwo: łono jej spuchnie, a biodra zwiotczeją i będzie owa kobieta przedmiotem przekleństwa pośród swego ludu. Jeśli jednak ta kobieta nie stała się nieczysta, lecz przeciwnie – jest czysta – pozostanie bez szkody i znowu będzie rodzić dzieci (Lb 5, 11-31). Halacha szczegółowo reguluje kwestie seksualne: współżycie powinno dawać żonie satysfakcję, a jego wymuszanie jest zakazane. Zabronione jest także pożycie płciowe w czasie żałoby, w stanie nietrzeźwym i podczas miesiączkowania.
Nastawienie judaizmu do prostytucji także ulegało zmianie. W okresie przedmojżeszowym nie była ona karalna, ale już w Torze nałożono karę śmierci za prostytucję (oraz stosunek przerywany i zoofilię). Mojżesz zabronił uprawiania prostytucji przez Izraelitki, co nie dotyczyło jednak tancerek i harfistek wywodzących się z innych ludów.
Tradycja nie określa wieku stosownego dla zamążpójścia kobiet (więc możliwe to było także w wieku dziecięcym), natomiast mężczyzna powinien się ożenić nie później niż w wieku 18–30 lat. Starokawalerstwo jest potępiane jako sprzeczne z naturą.
W czasach przedmojżeszowych dopuszczano małżeństwo rodzeństwa z jednego ojca, lecz nie z jednej matki. W kodeksie Prawa Mojżeszowego stosunki płciowe między krewnymi aż do VI stopnia zostały zabronione.

## Zwyczaje i obrzędy ślubne

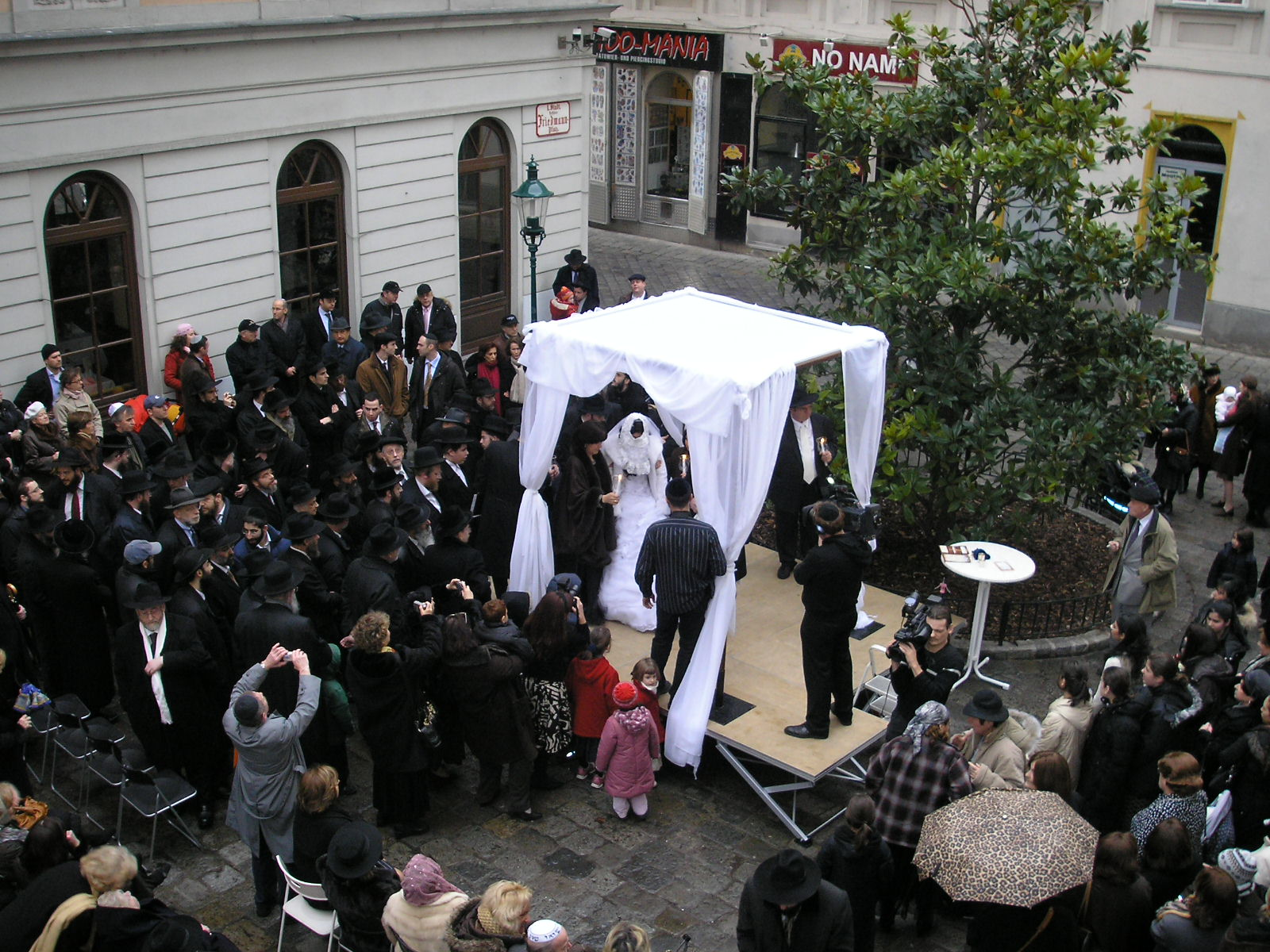
Współczesne wesele żydowskie (Wiedeń, 2007)

Tradycyjnie dla wierzących żydów ożenek jest po to, by założyć liczną rodzinę i cieszyć się dziećmi (por. Ps 1). Dawniej z powodów kulturowych i religijnych, m.in. skromności i czystości, kojarzeniu małżeństw pomagał swat (szadchan, ang. matchmaker) lub swatka. Jeżeli para wyraża zgodę na małżeństwo, odbywają się rozmowy między rodzinami w celu ustalenia wysokości posagu i innych szczegółów, zakończone podpisaniem wspólnego dokumentu (tenaim) podczas uroczystych zaręczyn (kidduszim). U żydów aszkenazyjskich w szabat poprzedzający dzień ślubu pan młody ma zaszczyt recytować w synagodze publicznie błogosławieństwo przed odczytaniem fragmentu Tory (tzw. alija), przypadającego na ten dzień. W przeddzień ślubu pan młody odczytuje w synagodze haftarę (czytanie uzupełniające, fragment pism prorockich). Przed ślubem sporządzana jest także ketuba (akt ślubu w języku aramejskim). Na tydzień przed ślubem młoda para nie powinna się widywać, a w przeddzień zwyczajowo odbywa post.
Elementami uroczystości zaślubin są wejście młodej pary pod baldachim (hupa), wymiana obrączek (symbolizująca chęć zawarcia małżeństwa), stłuczenie szklanki (symbolizujące opłakiwanie zburzenia świątyni jerozolimskiej nawet w momentach wielkiej radości) i siedem błogosławieństw małżeńskich (shewa berachos) odmawianych przez nowożeńców w obecności przynajmniej dziesięciu dorosłych mężczyzn żydów. Błogosławieństwa brzmią następująco:
Błogosławiony bądź Ty, Adonai, nasz Boże, Królu wszechświata, który uświęciłeś nas swoimi przykazaniami, i który stworzyłeś wszystko dla swej chwały.

    Błogosławiony bądź..., który ukształtowałeś człowieka.

    Błogosławiony bądź..., który ukształtowałeś człowieka na swój Obraz...

    Błogosławiony bądź..., który rozradowujesz Syjon poprzez jej potomstwo.

    Błogosławiony bądź..., który rozradowujesz oblubieńca i oblubienicę.

    Błogosławiony bądź..., który stworzyłeś radość i wesele.

    Błogosławiony bądź..., który rozradowujesz oblubieńca oblubienicą.
Jako ostatnie następuje zwyczajne błogosławieństwo nad winem, które nowożeńcy następnie wspólnie wypijają:
Błogosławiony bądź Ty, Adonaj, nasz Boże, Królu wszechświata, który dajesz nam owoc winnego krzewu.
Po ceremonii państwo młodzi odprowadzani są do sypialni, aby dopełnić jichud, czyli skonsumować małżeństwo. Po pokładzinach następuje uczta weselna.
W Izraelu małżeństwo jest rejestrowane w aktach państwowych tylko pod warunkiem wcześniejszego zawarcia ślubu religijnego (czyli faktycznie nie ma ślubów cywilnych), chyba że małżeństwo zostało zawarte w innym kraju. Śluby zagraniczne są sposobem na obejście prawa, według którego ślub osoby nie pochodzenia żydowskiego z osobą pochodzenia żydowskiego jest karany 2 letnią karą więzienia.

## Rozwód w judaizmie
Rozpadu małżeństwa nie uważano za tragedię, a niekiedy za konieczność, choć legalizacja rozwodu następowała jedynie w ważnych przypadkach. Ponieważ w judaizmie celem małżeństwa jest wydanie potomstwa, zezwala się na rozwód w przypadku niepłodności jednego z małżonków. Podobnie jeśli żona stale odmawia pożycia, a nie wynika to z choroby, mąż może żądać rozwodu bez konieczności wypłacania alimentów. W przypadku niewierności żony sąd był zobligowany do orzeczenia rozwodu bez względu na to, czy mąż sobie tego życzył.
Rozwód – według nauczania Biblii i Talmudu – jest przywilejem męża i następuje po orzeczeniu sądu rabinackiego bejt din. Polega on na wręczeniu przez niego listu rozwodowego (get) w języku aramejskim. Także, jeżeli to żona występuje z powództwem, orzeczenie rozwodu jest ważne dopiero w chwili wydania listu rozwodowego przez męża. Jeżeli mąż żąda rozwodu, a żona nie wyraża na niego zgody, decyzję podejmuje bejt din. Jeżeli natomiast o rozwód występuje żona, a mąż jest mu przeciwny, sąd nie może tego wymusić, ale jego członkowie mogą próbować skłonić męża do zmiany zdania. Dawniej w takich przypadkach bito go, aż wyraził zgodę, w dzisiejszych czasach w Izraelu może on zostać uwięziony. (Przed kilku laty w więzieniu zmarł mężczyzna, który przez 27 lat odmawiał rozwodu.)
Aguna – kobieta, której mąż odmawia zgody na rozwód albo zaginął, nie może ponownie wyjść za mąż. Istnieje kilka organizacji pomagających kobietom w takiej sytuacji – szukają one męża (jeśli ukrywa się lub przebywa za granicą) i nakłaniają go do podpisania papierów rozwodowych (czasem poprzez gratyfikacje pieniężne).
Żyd z rodu kohenów nie może poślubić rozwódki (Księga Kapłańska roz. 21, wers 7 i 14).
Poza Izraelem żona, której mąż odmawia rozwodu, nie ma żadnych możliwości formalnego rozwiązania małżeństwa religijnego. Jeśli ponownie zawrze ona ślub świecki, dzieci z takiego związku traktowane są jako nieślubne, tzw. mamzerzy, co bardzo ogranicza ich prawa w judaizmie. Wynika to ze starotestamentowej zasady: Nie wejdzie syn z nieprawego łoża do zgromadzenia Pana, nawet w dziesiątym pokoleniu nie wejdzie do zgromadzenia Pana (Ks. Powt. Prawa roz. 23, wers 3).